# Hymenopyramis
Hymenopyramis, rod medićevki smješten u potporodicu  Peronematoideae.. Sastoji se od 7 vrsta u jugoistočnoj Aziji, u Kini jedna vrsta, Hymenopyramis cana, na otoku Hainan. Četiri vrste su tajlandski endemi.

## Opći opis
Grmlje, penjačice ili malo drveće. Lišće nasuprotno. Cvatovi završni ili aksilarni nepravilni tirsi. Čaška sitno 4-nazubljena u cvijetu. Vjenčić gotovo ljevkast; režnjeva 4, nejednakih, raširenih. Prašnika 4, umetnutih u grlo vjenčića; prašnici jajasti, uzdužnim prorezima rastavljeni. Jajnik 2-lokularni; ovule 2 po lokuli. Istaknut stil; stigma 2-rascjepljena. Cjevčica plodne čaške jako napuhnuta, poput mjehura, prozirno opnasta, s mrežastim žilama, zubi preostali sitni. Plod je okruglasti šizokarp.

## Vrste
1. Hymenopyramis acuminata H.R.Fletcher; Tajland
2. Hymenopyramis brachiata Wall. ex Griff.
3. Hymenopyramis cana Craib
4. Hymenopyramis parvifolia Moldenke; Tajland
5. Hymenopyramis pubescens Moldenke; Tajland
6. Hymenopyramis siamensis Craib
7. Hymenopyramis vesiculosa H.R.Fletcher; Tajland